# El late con Fabrizio Copano
El late con Fabrizio Copano fue un late show chileno de comedia, transmitido por Chilevisión, los días martes a las 22:30. El programa es un spin off del sketch llamado "El late" del programa El club de la comedia, en la que se parodiaba a diversos late show estadounidenses con particulares invitados recreados por los integrantes del programa. Su estreno fue el día 23 de octubre de 2012.

## Elenco
El elenco está formado por:
- Fabrizio Copano
- Sergio Freire
- Pedro Ruminot
- Rodrigo Salinas
- Alison Mandel

## Segmentos

### Monólogo
Al comienzo de cada programa Fabrizio Copano realiza un monólogo de aproximadamente 10 minutos, en el que comenta la actualidad nacional con la mirada ácida que lo caracteriza.

### Sketchs
El programa está compuesto por sketchs, que se intercalan con las entrevistas en cada episodio.
- Las Raqueles[3]
- Los 81'
- Solita otra vez[3]
- En su propia farsa
- El diario de Alison Mandel
- Tatayaya News[5]
- Las Alvarado
- Teatro en El late

### Secciones
El programa está compuesto también por segmentos y notas realizadas por los integrantes del programa (menos Fabrizio Copano).
- La Cota $1000
- Las aventuras de Sergio Freire
- Las ideas más raras del mundo con Rodrigo Salinas
- El Notero Pobre[3]

### Invitados
El programa en cada emisión trae a invitados, con los cuales conversan y entre medio, se muestran los sketchs. Abajo se muestran los invitados que ha tenido el programa. Generalmente son 3 bloques por capítulo, de media hora cada uno.
| Programa                       | Fecha                   | Bloque 1              | Bloque 2                            | Bloque 3                    |
| ------------------------------ | ----------------------- | --------------------- | ----------------------------------- | --------------------------- |
| 1                              | 23 de octubre de 2012   | Emilio Sutherland     | Gabriel Boric y Giorgio Jackson     | Sin invitado en bloque 3    |
| 2                              | 30 de octubre de 2012   | Rafael Araneda        | Carolina Tohá                       | Sin invitado en bloque 3    |
| 3                              | 6 de noviembre de 2012  | María Eugenia Larraín | Juan Andrés Salfate                 | Miguel "Negro" Piñera       |
| 4                              | 13 de noviembre de 2012 | Patricio Torres       | Américo                             | Anita Alvarado              |
| 5                              | 20 de noviembre de 2012 | Murdock               | Rolando Jiménez                     | Fernando Farías             |
| 6                              | 27 de noviembre de 2012 | Eduardo Bonvallet     | Camila Vallejo y Camilo Ballesteros | Sin invitado en bloque 3    |
| 7                              | 4 de diciembre de 2012  | Iván Arenas           | Yolanda Rodríguez                   | Carmen Gloria Arroyo        |
| 8                              | 11 de diciembre de 2012 | Carlos Larraín        | Valentina Roth                      | Cristián Sánchez            |
| 9                              | 18 de diciembre de 2012 | Franco Parisi         | Karol Dance                         | Felipe Bianchi e Iván Núñez |
| 10 ( "Especial de Navidad" )   | 25 de diciembre de 2012 | Daniel Muñoz Bravo    | Carlos Pinto                        | Sin invitado en bloque 3    |
| 11 ( "Especial de año nuevo" ) | 1 de enero de 2013      | Antonio Vodanovic     | La Sonora de Tommy Rey              | Sin invitado en bloque 3    |

### Ranking musical
Al igual que cuando se realizaba como una sección en El Club de la Comedia, El late posee un ranking musical, el cual se presenta durante la emisión del capítulo. En este se presentan 3 canciones ordenadas del 3.er al 1.er, con letras de canciones sin sentido e irónicas. En estas participa el mismo elenco del programa, cumpliendo diferentes roles.